# Fettelit
Fettelit ist ein  vorkommendes Mineral aus der Mineralklasse der „Sulfide und Sulfosalze“. Es kristallisiert im monoklinen Kristallsystem mit der Zusammensetzung Ag24HgAs5S20, ist also chemisch gesehen ein Silber-Quecksilber-Sulfosalz.
Fettelit ist durchscheinend bis undurchsichtig und entwickelt meist pseudohexagonale Täfelchen und Flocken bis etwa 0,2 Millimetern Größe, die oft in parallel geschichteten oder rosettenförmigen Aggregaten angeordnet sind. Die Farbe der diamant- bis halbmetallisch glänzenden Kristalle variiert zwischen Orangerot und Dunkelviolett bis Dunkelrot (auch Scharlachrot). Die Strichfarbe wird als Dunkelzinnoberrot beschrieben.

## Etymologie und Geschichte

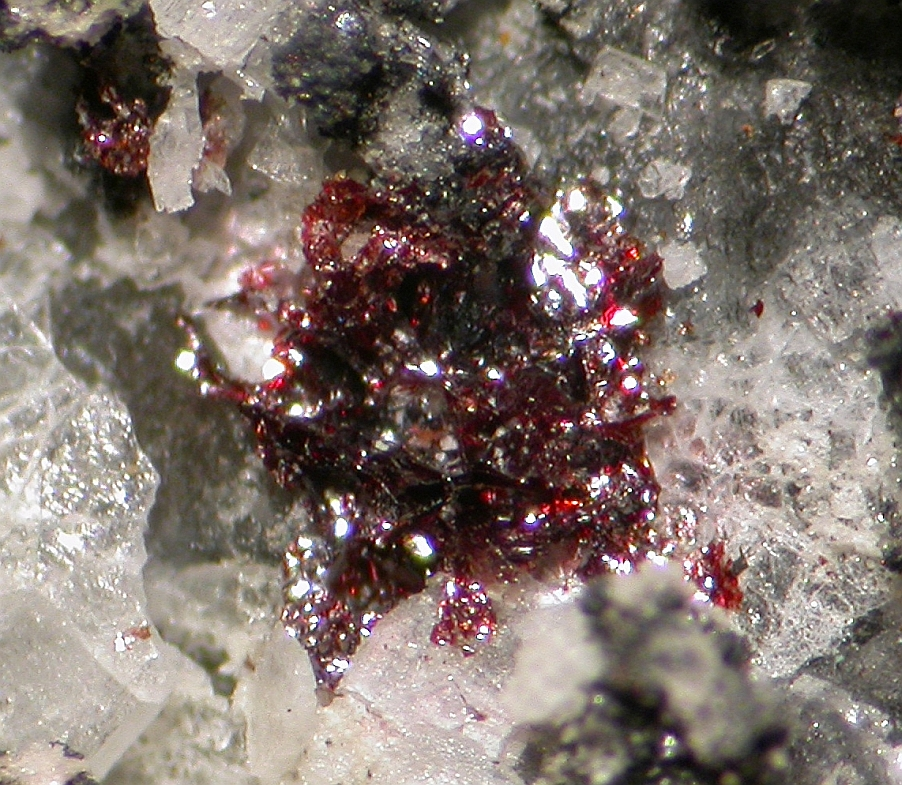
Fettelit aus der Typlokalität Glasberg (Sichtfeld: 4 mm)

Erstmals entdeckt wurde Fettelit in einem Steinbruch am Glasberg bei Nieder-Beerbach im hessischen Odenwald. Wissenschaftlich beschrieben wurde er 1996 durch N. Wang und A. Paniagua, die das Mineral nach seinem Entdecker M. Fettel benannten.

## Klassifikation
In der veralteten 8. Auflage der Mineralsystematik nach Strunz war der Fettelit noch nicht aufgeführt.
In der zuletzt 2018 überarbeiteten Lapis-Systematik nach Stefan Weiß, die formal auf der alten Systematik von Karl Hugo Strunz in der 8. Auflage basiert, erhielt das Mineral die System- und Mineralnummer II/E.06-040. Dies entspricht der Klasse der „Sulfide und Sulfosalze“ und dort der Abteilung „Sulfosalze (S : As,Sb,Bi = x)“, wo Fettelit zusammen mit Arcubisit, Selenostephanit und Stephanit eine unbenannte Gruppe mit der Systemnummer II/E.06 bildet.
Die von der International Mineralogical Association (IMA) zuletzt 2009 aktualisierte 9. Auflage der Strunz’schen Mineralsystematik ordnet den Fettelit in die Klasse der „Sulfide und Sulfosalze (Sulfide, Selenide, Telluride, Arsenide, Antimonide, Bismutide, Sulfarsenide, Sulfantimonide, Sulfbismutide)“ und dort in die Abteilung „unklassifizierte Sulfosalze“ ein. Hier ist das Mineral in der Unterabteilung „ohne Pb“ zu finden, wo es als einziges Mitglied eine unbenannte Gruppe mit der Systemnummer 2.LA.30 bildet.
In der vorwiegend im englischen Sprachraum gebräuchlichen Systematik der Minerale nach Dana hat Fettelit die System- und Mineralnummer 03.02.06.02. Das entspricht der Klasse der „Sulfide und Sulfosalze“ und dort der Abteilung „Sulfosalze“. Hier findet er sich innerhalb der Unterabteilung „Sulfosalze mit dem Verhältnis z/y = 4 und der Zusammensetzung (A+)i (A2+)j [ByCz], A = Metalle, B = Halbmetalle, C = Nichtmetalle“ in einer unbenannten Gruppe mit der Systemnummer 03.02.06, in der auch Arcubisit eingeordnet ist.

## Kristallstruktur
Fettelit kristallisiert monoklin in der Raumgruppe C2 (Raumgruppen-Nr. 5) mit den Gitterparametern a = 26,030 Å, b = 15,059 Å, c = 15,524 Å und β = 90,45° sowie 8 Formeleinheiten pro Elementarzelle.

## Bildung und Fundorte

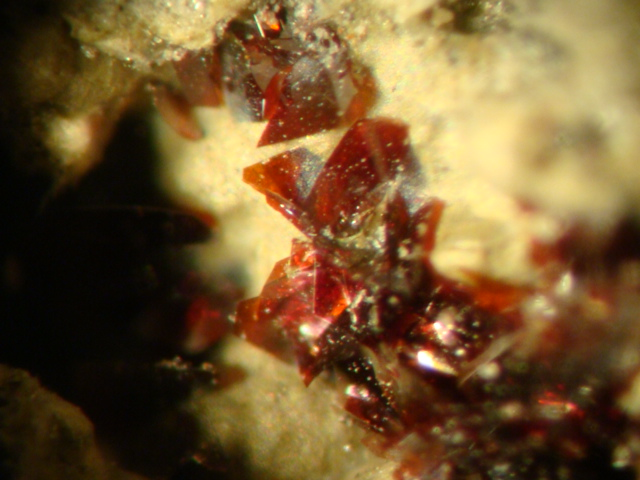
Gruppe winziger Fettelit-Kristalle (ca. 0,6 mm über alles) aus Chañarcillo, Atacama, Chile

Fettelit bildet sich in niedriggradigen, hydrothermalen Prehnit–Calcit–Quarz-Adern. Als Begleitminerale treten unter anderem Cinnabarit, Safflorit, gediegen Silber und verschiedene Silber-Sulfide bzw. -Sulfosalzen wie Proustit, Pearceit und Xanthokon auf.
Als seltene Mineralbildung konnte Fettelit bisher (Stand: 2012) nur an wenigen Fundorten nachgewiesen werden. Außer an seiner Typlokalität Glasberg bei Nieder-Beerbach trat das Mineral in Deutschland noch in der hydrothermalen Ganglagerstätte zwischen Schlema, Alberoda und Hartenstein (bzw. Schneeberg, siehe auch Lagerstättenbeschreibung bei der SDAG Wismut) auf.
In Chile fand sich Fettelit in mehreren Bergwerken nahe dem Bergarbeiterdorf Chañarcillo in der Region Atacama und in Marokko konnte er im Bergwerk „Imiter“ bei Djebel Sarhro in der Region Souss-Massa-Draâ nachgewiesen werden.